# Prix André-Gide
Pour les articles homonymes, voir Prix de littérature André-Gide.
Le prix André-Gide était un prix littéraire, décerné tous les deux ans par la fondation DVA, et destiné à de jeunes traducteurs du français vers l'allemand et de l'allemand vers le français. Il porte le nom de l'écrivain André Gide.

## Liste des lauréats
2009-2010
- Julia Schoch, pour sa traduction vers l'allemand de La Peau et les Os (Haut und Knochen) de Georges Hyvernaud
- Patricia Zurcher, pour sa traduction vers le français de Maurice mit Huhn (Maurice à la poule) de Matthias Zschokke

2007-2008
- Barbara Fontaine, pour sa traduction vers le français de Ein unsichtbares Land de Stefan Wackwitz
- Georg Holzer, pour sa traduction vers l'allemand des Amours de Cassandre de Pierre de Ronsard

2005-2006
- Olivier Le Lay, pour sa traduction vers le français de Die Kinder der Toten d'Elfriede Jelinek
- Sonja Finck, pour sa traduction vers l'allemand de Fever de Leslie Kaplan

2003-2004
- Diane Meur, pour sa traduction vers le français de Die Erstausgabe der Gefühle. Journal 1961-72 de Paul Nizon
- Elsbeth Ranke, pour sa traduction vers l'allemand de La Désincarnation de Jean Rouaud

2001-2002
- Marion Graf, pour sa traduction vers le français de Mikrogramme de Robert Walser
- Claudia Kalscheuer, pour sa traduction vers l'allemand de Sérénissime Assassinat de Gabrielle Wittkop

1999-2000
- Bernard Banoun, pour sa traduction vers le français de Wenn es soweit ist de Josef Winkler
- Christiane Seiler, pour sa traduction vers l'allemand de L'Amour des trois sœurs Piale de Richard Millet

1997-1998
- Claire de Oliveira, pour sa traduction vers le français de Das Muschelessen de Birgit Vanderbeke
- Thomas Eichhorn, pour sa traduction vers l'allemand des Œuvres poétiques d'Arthur Rimbaud